# Faces of Death
Faces of Death è il primo album discografico del gruppo musicale rap statunitense Bone Thugs-n-Harmony, pubblicato a nome B.O.N.E. Enterpri$e nel 1993.

## Tracce
1. Intro – 1:32
2. Everyday Thang – 5:16
3. Flow Motion – 2:44
4. Def Dick – 4:42
5. Sons Of Assassins – 4:06
6. Hell Sent – 5:48
7. #1 Assassin – 3:31
8. We Be Fiendin' – 1:39
9. Bless Da 40 Oz. – 4:03
10. Gangsta Attitude – 4:26

## Sample
- Flow Motion contiene un sample di Could It Be I'm Falling in Love (The Spinners)
- Hell Sent contiene un sample di Moments in Love (Art of Noise)
- Bless Da 40 Oz. contiene un sample di Sukiyaki (A Taste of Honey)
- Def Dickcontiene un sample di Pass the Dutchie (Musical Youth)
- Everyday Thang contiene un sample di Another Execution (Above the Law)
- Intro contiene un sample di The Grunt (The J.B.'s)